# Pietro Pomponazzi
Pietro Pomponazzi (n. 16 septembrie 1462, Mantova, Margravate of Mantua⁠(d) – d. 18 mai 1525, Bononia, Statele Papale) a fost un filozof italian. El este menționat uneori sub numele său latin Petrus Pomponatius.

## Biografie
Pietro Pomponazzi s-a născut la Mantua și și-a început educația acolo. Și-a terminat studiile la Padova, unde a devenit medic în 1487. În anul 1488 a fost ales profesor extraordinar de filosofie la Padova, fiind coleg cu Alessandro Achillini, adept al ideilor lui Averroes. Începând din 1495 până în 1509 a predat un curs de filosofie naturală până la închiderea școlilor din Padova, când s-a transferat ca profesor la Ferrara, unde a ținut cursuri despre tratatul De anima și despre conceptul entelehia ale lui Aristotel. În 1512 a fost invitat la Bologna unde a rămas până la moarte și unde a elaborat cele mai importante lucrări ale sale.
Predominanța științei medicale la Padova i-a înăbușit energiile creative, dar la Ferrara și mai ales la Bologna studiul psihologiei și al ideilor teologice deținea un rol mai important. În 1516 a elaborat principala sa lucrare De immortalitate animae (Despre nemurirea sufletului), care a stârnit o controversă între tomiștii ortodocși din Biserica Catolică, averroiștii conduși de Agostino Nifo și așa-numita Școală Alexandristă. Tratatul a fost ars pe rug la Veneția, iar Pomponazzi s-a aflat în pericolul de a fi linșat de catolici. În următoarele două lucrări, Apologia și Defensorium, el și-a explicat poziția paradoxală de filozof catolic și materialist. Ultimele două tratate, De incantationibus și De fato, au fost publicate într-o ediție postumă a lucrărilor sale care a fost tipărită la Basel.
Pomponazzi este deosebit de interesant ca exponent al Renașterii. El s-a născut într-o perioadă de tranziție, când formalismul scolastic își reducea influența asupra oamenilor atât în cadrul Bisericii, cât și în afara ei. Până atunci, dogma Bisericii avea la bază scrierile lui Aristotel, așa cum fuseseră interpretate de Toma de Aquino. Această interpretare era atât de strânsă încât orice atac la adresa lui Aristotel sau chiar simpla încercare de a redeschide vechile discuții cu privire la problemele aristotelice erau privite ca o erezie periculoasă. Pomponazzi și-a revendicat dreptul de a-l studia pe Aristotel în scop personal și s-a dedicat studiului tratatului De anima cu scopul de a arăta că Toma de Aquino a înțeles complet greșit teoria aristotelică a intelectului activ și pasiv.
În Despre nemurirea sufletului, Pomponazzi a susținut în mod deosebit că Toma de Aquino și Aristotel au avut opinii diferite cu privire la nemurirea sufletului. Deși Pomponazzi nu acceptă opinia lui Aristotel în această chestiune, el a argumentat că Aristotel pledează în mod clar în favoarea mortalității absolute a sufletului. Nu a fost primul care a făcut această afirmație și pare să fi fost influențat de comentatorul grec al lui Aristotel, Alexandru din Afrodisia. El susține în continuare că nemurirea sufletului nu poate fi determinată prin rațiune și depinde, prin urmare, de voia lui Dumnezeu. Din moment ce scripturile dezvăluie că Dumnezeu a făcut sufletul nemuritor, a argumentat Pomponazzi, putem accepta că nemurirea sufletului este adevărată și, astfel, putem depăși limitele rațiunii. (Această dezbatere l-a influențat pe succesorul său la catedra de filozofie naturală din Padova, Cesare Cremonini, care, acceptând ideile lui Aristotel, a ajuns la concluzia opusă a mortalității sufletului.)
Pomponazzi și-a declarat adeziunea la credința catolică, iar primul său tratat filozofic nu a fost condamnat de Biserică, în ciuda controversei pe care a iscat-o. S-a evidențiat din nou principiul că religia și filosofia, credința și cunoașterea, pot fi diametral opuse și totuși pot coexista în teoriile aceluiași gânditor. Acest paradox curios este exemplificat în tratatul De incantatione, în care Pomponazzi respinge existența demonilor și spiritelor pe baza teoriei aristotelice a cosmosului și, în calitate de credincios creștin, își afirmă credința în existența lor. În această lucrare el insistă emfatic asupra ordinii naturii, a cauzei și a efectului. Ele cresc până ajung la maturitate și apoi descresc; în mod similar religiile apar, se dezvoltă și apoi sucombă. Chiar și creștinismul, a adăugat el (cu mențiunea că vorbea în calitate de filosof), arăta semne de declin.
A murit la Bologna.

## Legături externe
- Craig Martin. „Pietro Pomponazzi”. Stanford Encyclopedia of Philosophy. Accesat în 8 noiembrie 2017.